# Le Tronquay (Eure)
Le Tronquay è un comune francese di 497 abitanti situato nel dipartimento dell'Eure nella regione della Normandia.

## Società

### Evoluzione demografica
Abitanti censiti